# Змеёво
Змеёво (болг. Змейово) — село в Болгарии. Находится в Старозагорской области, входит в общину Стара-Загора. Население составляет 701 человек.Имеет железодорожная станция по железнодорожный участок тулово - стара загора  .

## Политическая ситуация
В местном кметстве Змеёво, в состав которого входит Змеёво, должность кмета (старосты) исполняет Никола Иванов Пеев (независимый) по результатам выборов.
Кмет (мэр) общины Стара-Загора — Светлин Танчев (Граждане за европейское развитие Болгарии (ГЕРБ)) по результатам выборов.